# لسترویل (داکوتای جنوبی)
لسترویل(به انگلیسی: Lesterville) شهری در ایالت داکوتای جنوبی کشور ایالات متحده آمریکا است که جمعیت آن در سرشماری سال ۲۰۱۰ میلادی، ۱۲۷ نفر بوده‌است.